# Попович, Кристиан
Кристиан Попович (англ. Kristian Popovic; 14 августа 2001,Сидней, Австралия) — австралийский футболист, защитник клуба «Меджимурье». Сын Тони Поповича.

## Карьера
Дебютировал на профессиональном уровне в составе клуб «Перт Глори», где выступал под руководством своего отца. 18 апреля 2019 года, в гостевом матче чемпионата Австралии против «Сиднея», Кристиан появился на поле на 75-й минуте, заменив Джейка Бриммера.

## Личная жизнь
Его отец Тони Попович (р. 1973) родился в Сиднее, в хорватской семье. Был игроком сборной Австралии, в составе которой является трёхкратным победителем Кубка наций ОФК, принимал участие в Кубке конфедераций и чемпионате мира. 
Младший брат Кристиана — Гэбриел (р. 2003) также футболист.